# Philip O'Connor

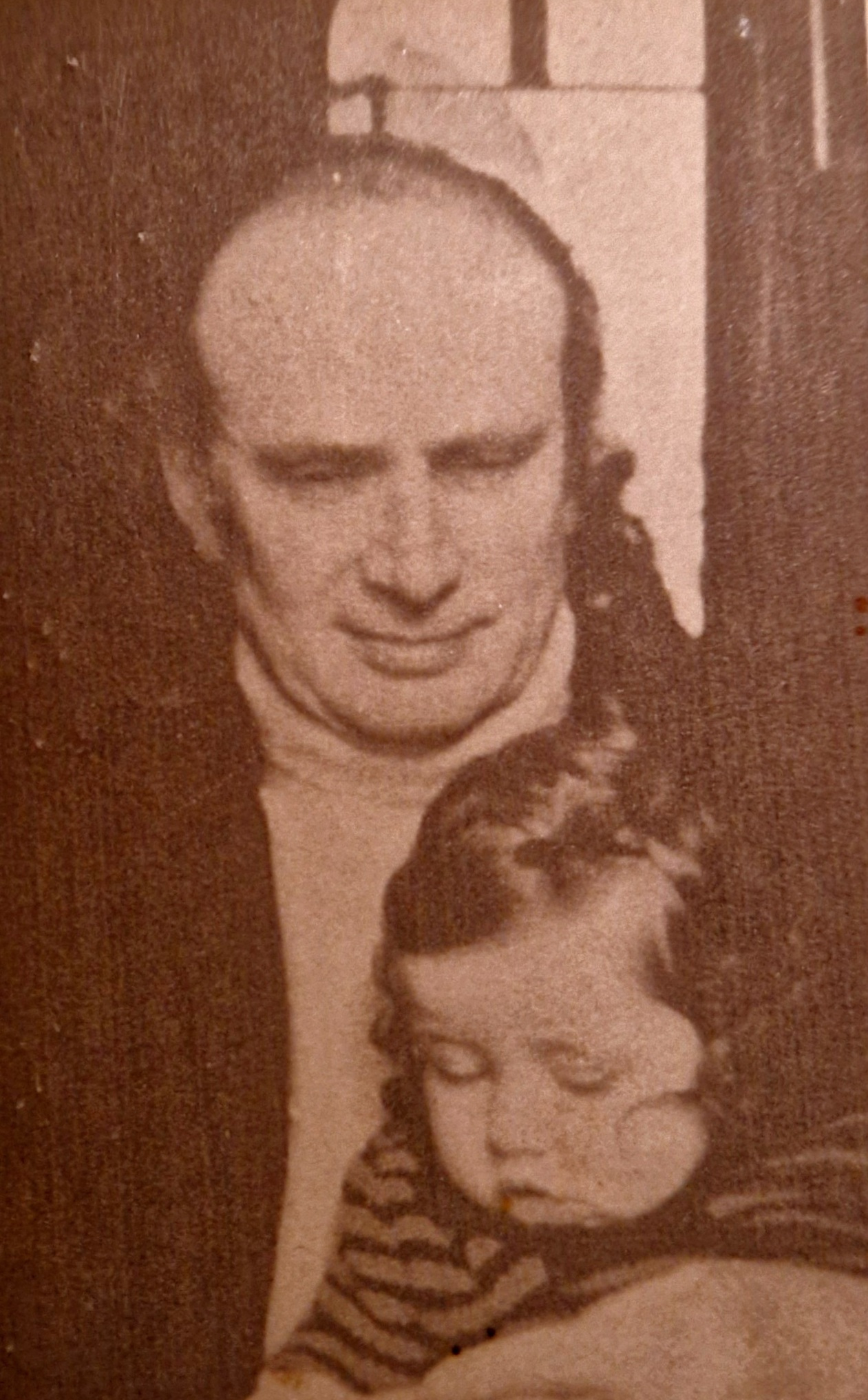
Philip O'Connor et son fils Félix, Wimereux, 1974.

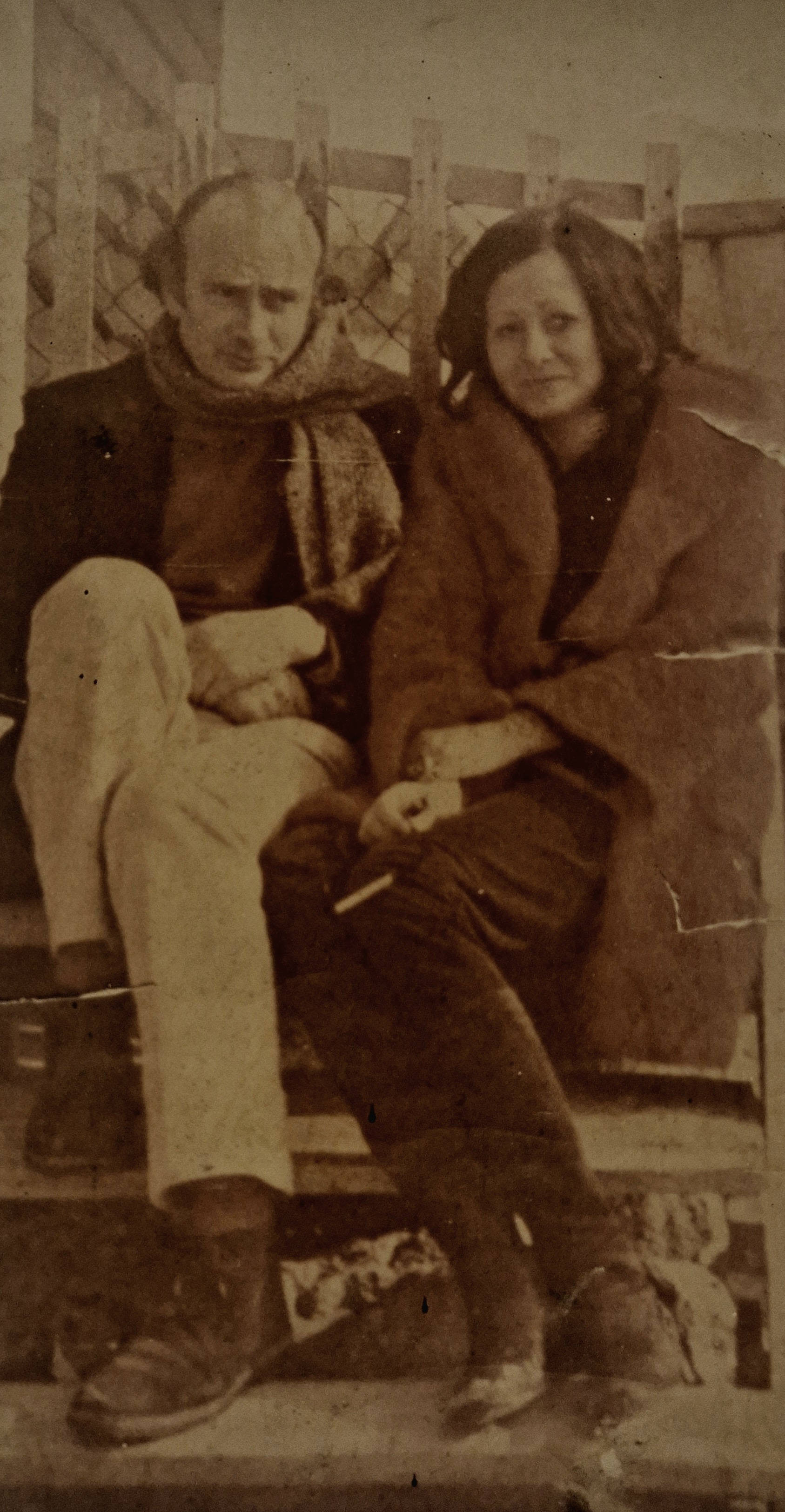
Philip O'Connor & Panna Grady, Wimereux, 1970

Philip O'Connor, né le 8 septembre 1916 à Leighton Buzzard, dans le Bedfordshire en Angleterre et décédé le 29 mai 1998 à Fontarèches, dans le Gard est un écrivain, peintre et poète surréaliste anglais. Il est membre du groupe des Écrivains de Wheatsheaf de Fitzrovia pendant les années 1930 (ainsi nommé d'après un pub).

## Biographie
Dans son autobiographie, Mémoires d'un bébé public (1958, Faber et Faber), Philip O'Connor raconte une enfance « enveloppée de mystère et de faux-semblants ».[1] Son père, Bernard O'Connor, est un chirurgien diplômé d'Oxford aux goûts sophistiqués, descendant du dernier Haut Roi d'Irlande. Il serait mort au début de la Première Guerre mondiale alors qu'il servait dans la marine, bien qu'aucune trace, selon le propre récit de O'Connor, « ni de l'Amirauté, ni à l'Université d'Oxford, ni dans aucun registre médical, ne soit en mesure de l'authentifier ». Sa mère, Winifred Xavier Rodyke-Thompson, est issue d'une famille catholique irlandaise, la famille Spring Rice, descendante du baron Monteagle de Brandon (en). Pendant l'enfance de Philip O'Connor, sa mère fonde la Somerset Cigarette Agency et obtient un contrat gouvernemental qui lui permet de produire des cigarettes de qualité inférieure destinées aux soldats. 

## Memoirs of a Public Baby(1958)
Memoirs of a Public Baby est suivi de The Lower View (1960), Living in Croesor (1962), et Vagrancy (1963). Excentrique et menant une vie de Bohême précoce, il « se baigne dans le cours de la vie qu'il essore sur sa machine à écrire ».
En 1963, O'Connor interviewe son ami Quentin Crisp pour la BBC. Après avoir écouté cette émission, Harper Collins, impressionné par la performance de Crisp, l'encourage à écrire The Naked Civil Servant.

## Vie personnelle

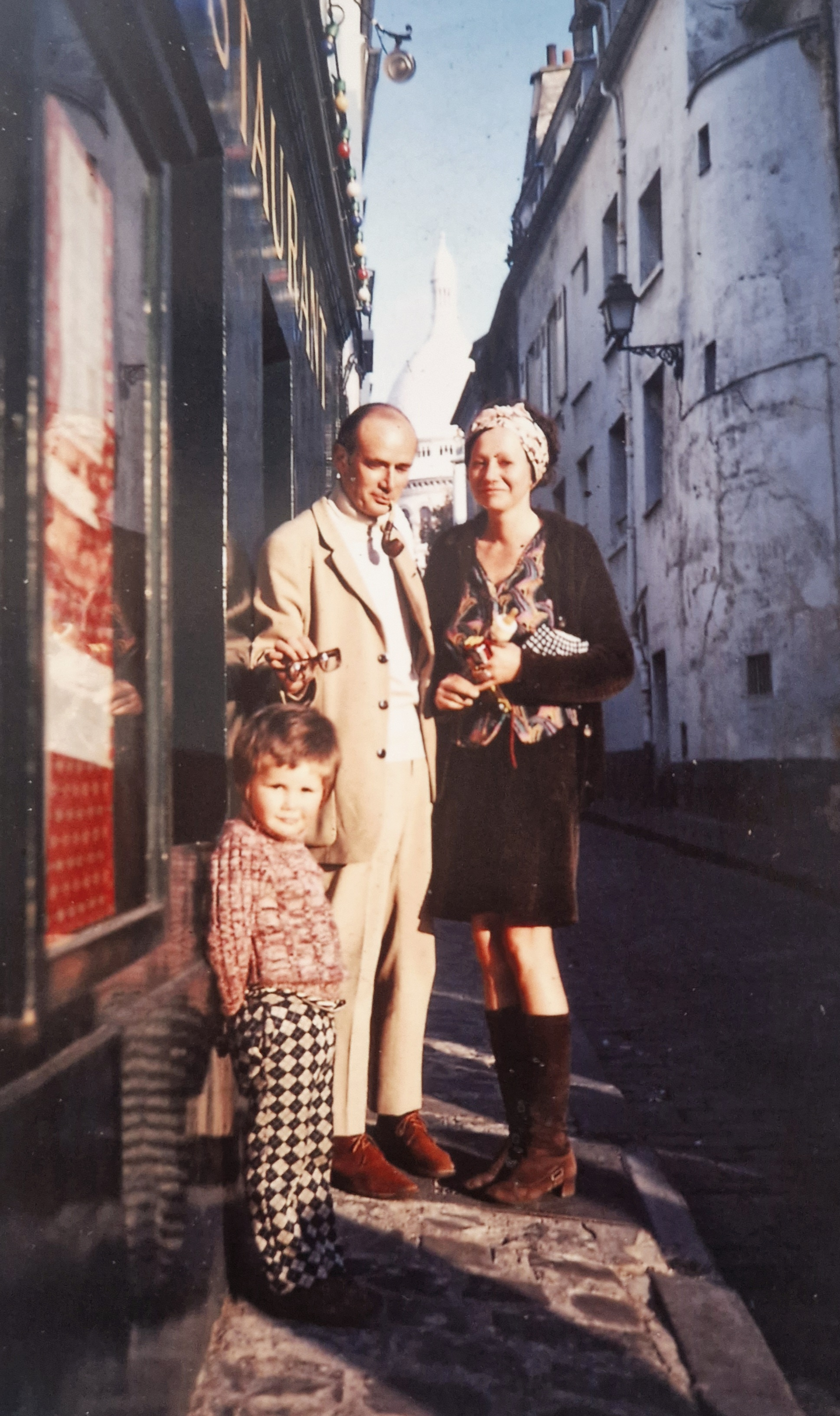
Philip O'Connor, Panna Grady et Maxim, Paris, 1972

Philip O'Connor est le père d'« un nombre inconnu d'enfants attrayants et intelligents », dont Max, Sarah, Peter, Jon, Allaye, Patrick, Rachel, Maxim et Félix. Huit d'entre eux seront mentionnés dans sa nécrologie dans le New York Times [6][7]. En 1941, il épouse Jean Mary Hore. Celle-ci finira dans un hôpital psychiatrique, après avoir attenté à la vie de son mari et y résidera jusqu'à sa mort en 1997, pendant plus de cinquante ans. Jean est le personnage principal du roman de Paul Potts (en), Dante Called You Beatrice (1960) [8]. En 1963, O'Connor épouse Anne Nicolle Gaillard-d'Andel [9]. Mémoires d'un bébé public est dédié à Anna Wing (en), actrice et sa troisième partenaire avec qui il aura un fils, Jon, consultant en éducation [10] et professeur[11]. En 1967, Philip O'Connor rencontre l'héritière américaine Panna Grady et s'installe avec elle en France, jusqu'à son décès en 1998. De cette relation, longue de trente-et-un an, naîtront deux enfants, Maxim (1968) et Félix (1973).

## Œuvres
- Mémoires d'un bébé public, éditions Julliard, 1962.
- Steiners Tour, Olympia Press, Paris, 1960.
- Living in Croesor, 1962.
- Vagrancy, 1963.
- Selected Poems 1936/1966, 1968.
- Arias of Water, Sidwick & Jackson, London, 1978-1980.

### Radio
- He Who Refrains (1959).
- A Morality (1959).
- Anathema (1962).
- Success (1967), conversations avec Philip Toynbee, Sir Michael Redgrave, Malcolm Muggeridge et John Berger.